# Luigi Lucheni

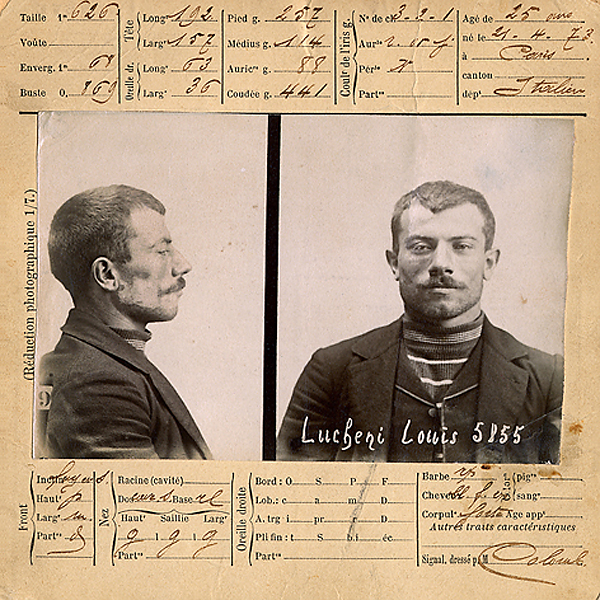
Luchenis Polizeiakte (1898)

Luigi Lucheni (* 22. April 1873 in Paris; † 19. Oktober 1910 in Genf), auch Louis Lucheni, war ein italienischer Hilfsarbeiter und der Mörder der österreichischen Kaiserin Elisabeth (Sisi). Lucheni verstand sich als „individueller Anarchist“, als Anhänger von Bakunin und als Vertreter der „Propaganda der Tat“.

## Leben

### Kindheit und Jugend
Lucheni wurde als Sohn einer alleinstehenden italienischstämmigen Arbeiterin in Frankreich geboren und wuchs im Waisenhaus auf. Dann kam er bei verschiedenen Pflegeeltern unter, zunächst in Parma, später in dem kleinen Ort Varano bei Parma, wo er zwei Jahre lang zur Schule ging. Die Pflegeeltern hatten nach seiner eigenen Aussage nur Interesse am Pflegegeld, das sie vom Staat für ihn erhielten. Schon als Schüler musste er arbeiten, als Gärtner und als Diener des Pfarrers einer Nachbargemeinde. Das Geld musste er den Pflegeeltern abliefern. Mit zehn Jahren verließ er die Schule und arbeitete als Gehilfe eines Steinmetzen. 1889 schleppte er als 16-Jähriger schwere Eisenbahnschwellen und Schienen für den Bahnbau an der Strecke Parma–Spezia. Im Herbst 1889 verließ er seine letzten Pflegeeltern.

### Arbeiten in der Schweiz
Lucheni ging nach Genua und fand im Hafen tageweise Arbeit. Im Frühjahr 1890 wanderte er in die Schweiz. Im Tessin arbeitete er zwei Jahre lang im Straßenbau, zuerst in Chiasso und später in Airolo. Im Frühjahr 1892 wanderte er mit einem Kameraden über den Gotthardpass, Andermatt und den Furkapass bis ins Tal der Rhone und weiter zum Genfer See. Lucheni behauptete später bei seiner Vernehmung, er sei „den größten Teil“ der Strecke ohne Schuhe gegangen: „Die Füße in Lumpen gewickelt oder auf nackten Sohlen.“ Über Lausanne und Nyon kamen die beiden Arbeiter nach Versoix nahe Genf. Dort fanden sie Beschäftigung im Straßenbau. Lucheni blieb etwa zehn Monate in Versoix und besuchte von dort aus auch Genf. Anfang 1893 wanderte er weiter nach Norden. Er wurde auf Baustellen in Uetikon am Zürichsee und an einer großen Brücke in Sonnenberg tätig.
Im Frühjahr 1894 wanderte Lucheni schließlich nach Budapest, mit zwei Tagen Aufenthalt in Wien. In Budapest fand er jedoch keine Arbeit und blieb deshalb nur zwei Wochen. Zusammen mit einem Kameraden ersuchte er Hilfe im italienischen Konsulat. Der Konsul füllte einen Gutschein aus, den sie in eine Fahrkarte für eine Zugfahrt nach Fiume eintauschen konnten. Von Fiume aus marschierte Lucheni allein weiter nach Triest. Dort griff ihn die österreichische Polizei auf und schob ihn nach einigen Tagen in Haft über die Grenze nach Italien ab.

### Militärdienst
Im Juli 1894 kam Lucheni zum Militär und diente dreieinhalb Jahre lang. 1896 nahm er in der italienischen Kavallerie am Abessinienfeldzug teil. Er bekam auch einen Orden – obwohl er an der Schlacht von Adua, für die er ausgezeichnet wurde, gar nicht teilgenommen hatte. Seine Jahre im Militärdienst waren ein Lichtblick in seinem Leben, da er ordentliche Kleidung und regelmäßiges Essen bekam, auch wenn er wegen seiner Aufmüpfigkeit von den Ausbildern schikaniert wurde.
Im Dezember 1897 endete Luchenis Militärdienst. Anschließend beschäftigte ihn der Rittmeister seiner Eskadron, ein Adeliger aus dem Hause Aragon, dreieinhalb Monate privat als Diener in seinen Haushalten in Neapel und Palermo.

### Zweite Auswanderung in die Schweiz
Anfang April 1898 fuhr Lucheni mit einem Lastensegler nach Genua. Von dort ging er zu Fuß über Ventimiglia und Monte Carlo nach Turin. Nachdem er dort vergeblich Arbeit gesucht hatte, wanderte er wieder in die Schweiz. Er überquerte den Großen Sankt Bernhard, kam in Martigny an und arbeitete fünf Wochen lang als Maurer in Salvan. Im Mai wanderte er weiter nach Lausanne. Dort war er beim Bau des neuen Postgebäudes beschäftigt.

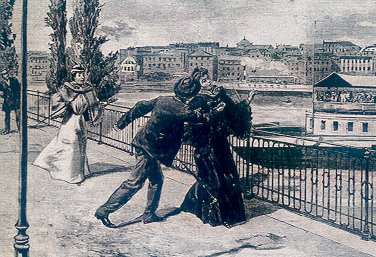
Attentat auf Kaiserin Elisabeth (zeitgenössische Darstellung)

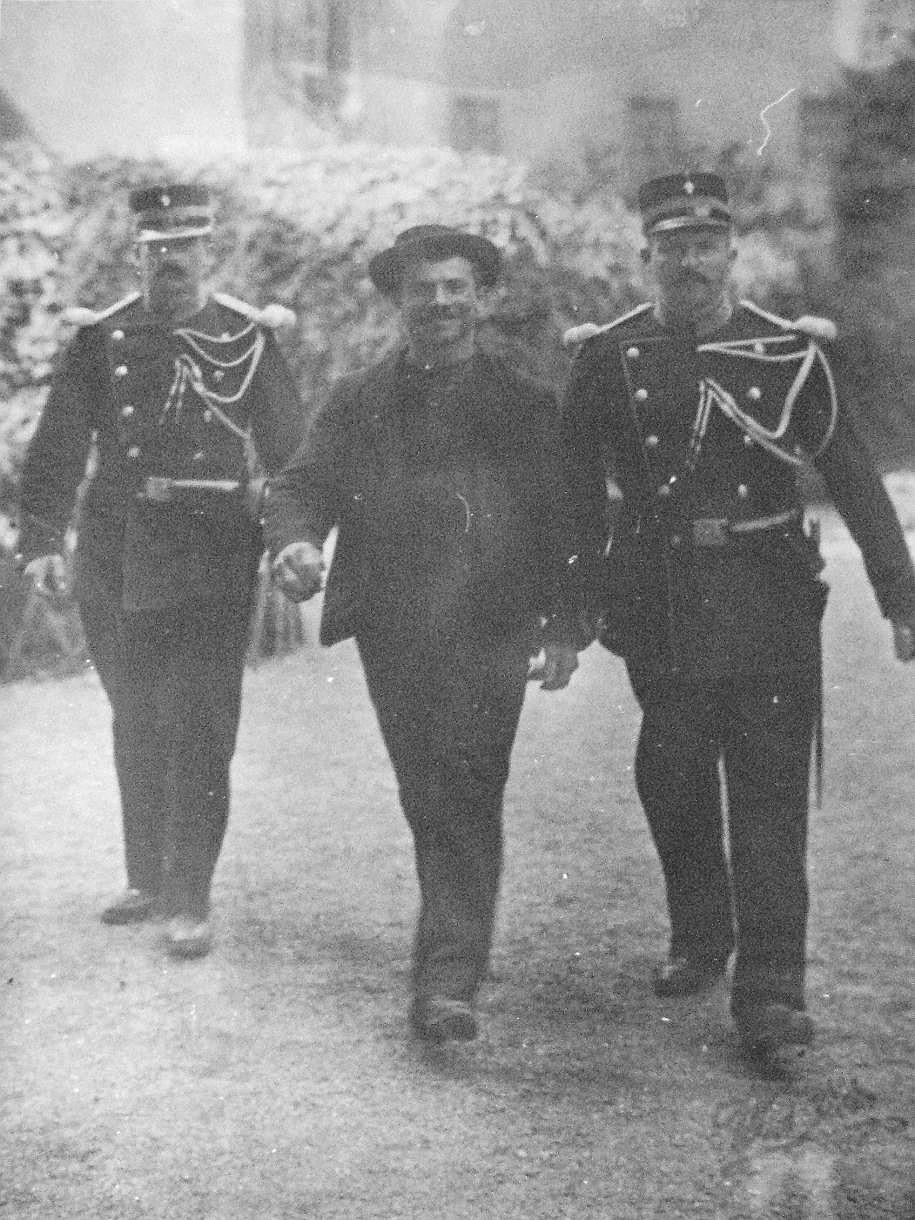
Luigi Lucheni nach dem ersten Verhör

### Anarchismus und Attentatspläne
Die Armut der unteren Schichten und sein eigenes Leben am Existenzminimum ließen in Lucheni Hass auf die Obrigkeit wachsen. Er begann, sich für den Anarchismus zu öffnen und die Werke entsprechender Theoretiker zu studieren. Obwohl er nicht mit anderen Anarchisten in Kontakt stand, bezeichnete er sich selbst als solchen. Bald sah er in Monarchen und Fürsten nur noch lästige Parasiten.
Als der italienische König Umberto I. im Mai 1898 einen Arbeiteraufstand in Mailand blutig niederschlagen ließ, schwor Lucheni Rache und fasste Attentatspläne, hatte allerdings kein Geld für eine Reise nach Italien. Auch sein Plan, den Prinzen Henri Philippe Marie d’Orléans zu ermorden, scheiterte an dessen kurzfristig gestrichenem Aufenthalt in Genf.

### Das Attentat
Als Lucheni schließlich vom Besuch der österreichischen Kaiserin in Genf erfuhr, änderte er seinen Attentatsplan und beschloss, sie zu ermorden. Geduldig wartete er am 10. September 1898 vor dem Luxushotel Beau-Rivage. Als Elisabeth mit ihrer Hofdame Gräfin Irma Sztáray auf dem Weg zu einem Dampfer am Genfersee war, versetzte er ihr mit einer Feile eine 85 mm tiefe Stichwunde in den Herzbeutel. Nachdem die Wunde zunächst unbemerkt geblieben war, starb die Kaiserin nach mehreren Ohnmachtsanfällen am gleichen Nachmittag. Lucheni hatte damit sein Ziel erreicht, ein Mitglied der ihm verhassten Aristokratie zu ermorden und die Öffentlichkeit zu schockieren.
Wenige Minuten nach dem Übergriff, den man zunächst für die Attacke eines Rowdys hielt, wurde er von Passanten festgehalten und der Polizei übergeben. Bei seiner ersten Vernehmung bekannte er sich sofort stolz zu der Tat. Als gegen 14:50 Uhr der Tod Elisabeths gemeldet wurde, rief er triumphierend: „Es lebe die Anarchie! Es leben die Anarchisten!“

### Verurteilung und Haft
Am 10. November wurde Lucheni wegen Mordes an der Kaiserin zu lebenslanger Haft verurteilt; sein Pflichtverteidiger war der Präsident des Genfer Großen Rats, Pierre Moriaud. Er selbst hatte für sich – mit dem zweischneidigen, auch gegen den Adel gerichteten Argument, wer nicht arbeite, solle auch nicht essen – die Todesstrafe gefordert, möglicherweise auch, um einen letzten öffentlichen Auftritt unter der Guillotine zu haben und als Märtyrer in die Anarchistenbewegung einzugehen. Daher hatte der Attentäter seine Auslieferung an Italien verlangt, wo die Todesstrafe nicht, wie im Kanton Genf, abgeschafft war. Dem wurde jedoch nicht entsprochen. Seine Tat, wiewohl als Einzelgänger begangen, hatte noch im selben Jahr die Internationale Konferenz von Rom für die soziale Verteidigung gegen Anarchisten zur Folge.
In der Haft verhielt sich Lucheni aggressiv, vor allem, nachdem man ihm seine Lebenserinnerungen weggenommen hatte. Er griff wiederholt Gefängniswärter und den Gefängnisdirektor an. Letzteren versuchte er mit einer Ahle zu erstechen, mit der er während des Pantoffelflechtens in seiner Zelle arbeitete. Mehrmals wurde er in Einzelhaft genommen. In einer Dunkelzelle erhängte sich Lucheni am 19. Oktober 1910 mit einem Gürtel. Die offizielle Suizidversion wurde angezweifelt, die Umstände gelten als „nicht restlos geklärt“.

## Die Tatwaffe

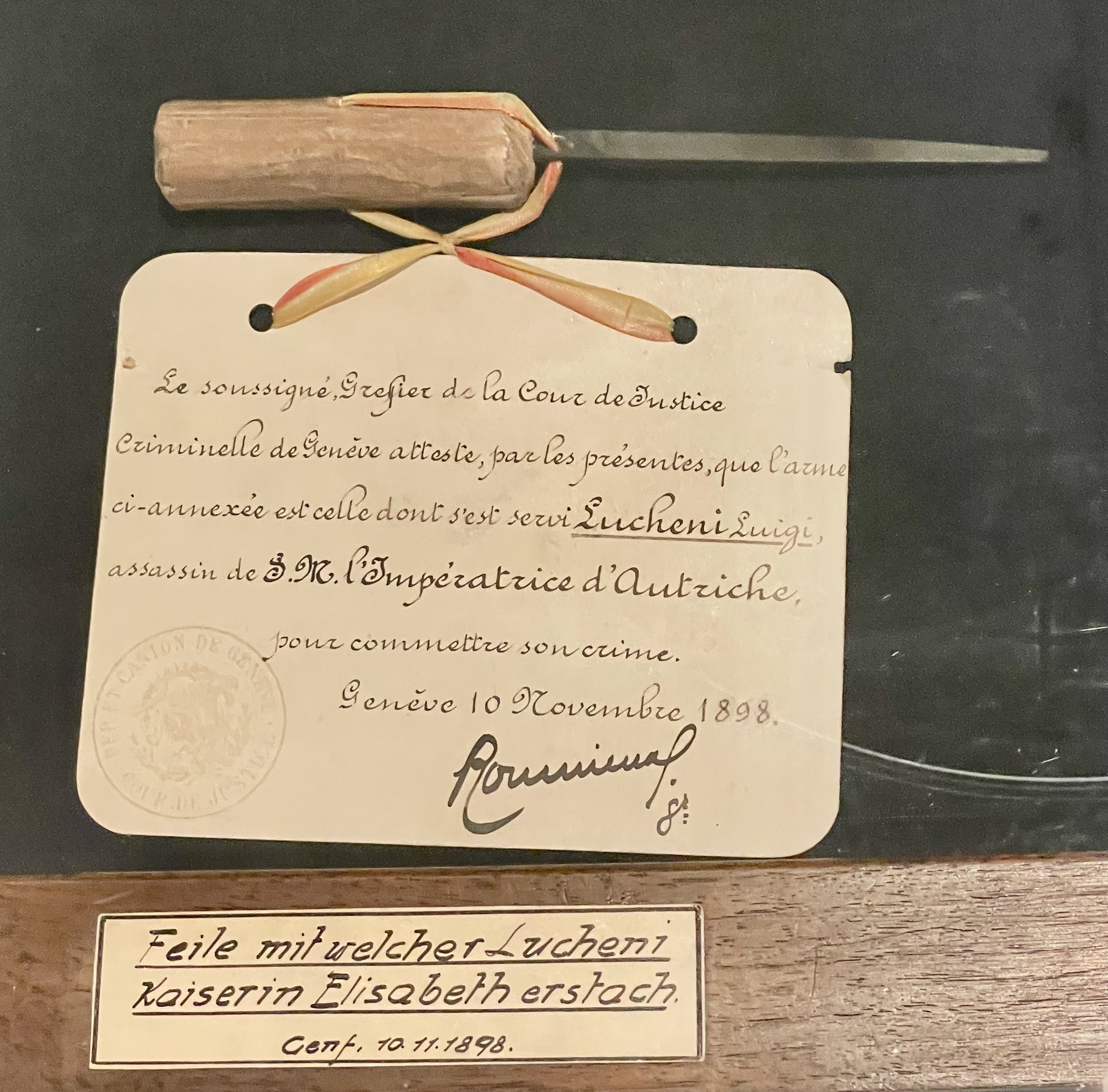
Die Tatwaffe Luchenis

Für den Kauf eines Revolvers fehlten Lucheni die Mittel. Auch für einen Dolch reichte sein Geld nicht, lediglich für eine Feile, die auf drei Seiten geschliffen war und die gerade so lang war, dass man mit einem präzisen Stich ins Herz einen tödlichen Treffer setzen konnte. Ein Bekannter Luchenis, Martinelli, brachte ihm einen festen Griff an der Feile an. Die originale Tatwaffe wird im Josephinum in Wien ausgestellt.

## Komplizen
Die Historikerin Anna Maria Sigmund hat bis dato nicht zugängliche Dokumente ausgewertet. Sie hat 2020 ein Buch (Tatort Genfer See) und 2018 einen Dokumentarfilm (Spiegel Geschichte: Sisi und der Anarchist – Das Attentat auf die Kaiserin) veröffentlicht. Demnach hatte Lucheni Helfer, möglicherweise sogar einen Auftraggeber. Im September 1898 telegrafierte die österreichische Gesandtschaft in Bern nach Wien, man sei in Genf einem Komplott auf der Spur, das „wahrscheinlich in London angezettelt und dann nach Zürich übertragen wurde“. Das Attentat sei lange vorbereitet gewesen, „die Action durch den von London hergeschickten Ciancabilla in Fluß gesetzt und die Ausführung dem Lucheni anvertraut“ worden.
Der italienische Journalist Giuseppe Ciancabilla (1871–1904) war eine zentrale Figur der Anarchisten. Er galt nach Florian Gassner als „aufrührerisch und gefährlich“. In seiner in Neuenburg gegründeten Zeitung L’Agitatore feierte er den Mord an Elisabeth von Österreich in einem Artikel mit dem Titel Ein Feilenstoß.
Danach wiesen Schweizer Behörden ihn und 35 andere Anarchisten aus.
Der Genfer Richter Léchet besuchte Lucheni nach der Verurteilung oft im Gefängnis. Eines Tages äußerte Lucheni, er habe Verbündete gehabt. Zwei Italiener hätten am Bahnhof als Fluchthelfer auf ihn gewartet.

## Untersuchung des Gehirns
Luchenis Kopf wurde von der Leiche abgetrennt. Das Gehirn wurde phrenologisch untersucht, wobei keine Auffälligkeiten festgestellt wurden. Der Kopf wurde in einem mit Formalin gefüllten Glasbehälter im Gerichtsmedizinischen Institut der Universität Genf aufbewahrt und 1985 auf Ersuchen Österreichs nach Wien ins Pathologisch-anatomische Bundesmuseum, den sogenannten Narrenturm, gebracht. Der Kopf wurde nicht öffentlich ausgestellt und nicht weiter untersucht, aber beispielsweise noch 1984 im Schweizer Fernsehen präsentiert. Im Jahr 2000 wurde der Schädel in aller Stille auf dem Wiener Zentralfriedhof in den sogenannten Anatomiegräbern beigesetzt.

## Sonstiges
Damals gab es in der ganzen westlichen Welt Anschläge auf Prominente, siehe Liste anarchistischer Attentate.
In der Schweiz gab es besonders viele Anarchisten; Elisabeth von Österreich wusste das.
Sie dichtete:
Schweizer, Ihr Gebirg ist herrlich!
Ihre Uhren gehen gut.
Doch für uns ist sehr gefährlich
Ihre Königsmörderbrut!
Der Polizeipräsident von Genf warnte sie vor der Gefahr und bot ihr – fünf Tage vor ihrer Ermordung – den Schutz der Kantonspolizei an; sie lehnte ab.